# Liener Márta
Liener Márta (Budapest, 1957. április 23. –) magyar modell, énekesnő, műsorvezető, magyar nyelv- és irodalomtanár.  A SUGÁR Üzletközpont háziasszonya, reklámarca volt. A két metszőfoga közötti rés a szexepilje.

## Élete
Liener Márta a SUGÁR Üzletközpont háziasszonya, reklámarca és az 1980-as évek egyik legismertebb manökenje volt. A SUGÁR a Magyar Hirdetőt kérte fel a reklám elkészítéséhez, ehhez Kenyeres Gábor írt forgatókönyvet Sztevanovity Dusánnal.
Liener Márta Sztevanovity Dusán  kérésére kezdte el az üzletközpontot reklámozni, – akit korábban már ismert, az Egymillió fontos hangjegy című műsorból. Kizárólagos manöken volt, azaz a szerződés értelmében mást nem reklámozhatott. Kezdődhetett volna a munka, ha nincs a két első metszőfoga között hézag. Módos Péter ajánlotta is fogtechnikus rokonát, mikor, utolsó pillanatban leállította rendező, azzal, hogy ettől lesz az egész eredeti, így biztosan megjegyezik. Egy reklám itt látható.
Nem modellnek készült, de az ország mégis így ismerte meg. Liener Márta már kiskorában sportolt. Öt évig művészi tornára járt, majd 12 éves koráig úszott a Spartacusban.
A szakközépiskola befejeztével a Budapesti Tanítóképző Főiskolán végzett. Tanított Óbudán, az akkori Czabán Samu, ma Óbudai Általános Iskolában, három és fél évig magyar nyelvet és irodalmat.
Második gyermeke megszületéséig éneklésből élt. Több címlapon, és egyéb kiadványokban láthattuk.
Gyermeke születése után visszatért a popszakmába, és Dinamix Kölykök! néven Liener Márta alapított egy formációt, fiával és 2 gyerek társával, ahol szövegíró és énekes is volt.
Liener Mártának volt zenei előélete; korábban kezdett énekelni tanulni, mint modellkedni. 1984-ben pedig elvégezte az OSZK Rádió Tánczenei Stúdióját, itt ifj. Domahidi László volt a hangképző tanára. Magánórákat is vett Kovács Magda énektanárnál.
1979-ben szerepelt Sztevanovity Zorán Szabadon jó című tévéműsorában. 1981-ben a Magyar Televízió Pulzus című műsorában a Ma éjjel ne hagyj egyedül című számot énekelte. Még abban az évben a Tánc- és Popdalfesztiválon a Nem kell mindent értened című dallal indult.
Szikora Róbert neki írta A szél című számot, melyről videóklip is készült. Vokálozott Szűcs Judith nagylemezén is, de hangját számos reklámzenéből ismerhetjük. 1984-ben jelent meg kislemeze Mimi és a Mini klikk néven.
A Modell Trió egyik alapítója. 1989-ben jelent meg Titkos kapcsolat című lemezük. A dalok szerzői: Delhusa Gjon, Flipper Öcsi, Kozma Tibor, Rusznák Iván, Mischl Róbert, Kovács Tamás. Az együttes úgy jött lére, hogy egy közös fellépésnél hazafelé énekeltek a manökenek, ami Delhusa Gjont megihlette, és dalt írt.
Sokáig műsorvezető is volt a Sárga tengeralattjáró (Popzenei magazin. Műsorvezető: Liener Márta és Kristóf Gábor) című televíziós műsorban.
Énekelt reklámzenéket is, mint például az S-modell-reklámok, az M7-es együttessel is. Ő énekelte az RTL Klub Heti Hetes című műsorának főcímdalát is az RT együttes tagjaival (Kovács Tamás és Mischl Róbert).
Liener Márta napjainkban klubokban lép fel Stefanidu Janulával duóban, Jazzy Shake néven. Egy zenekarban játszottak, utána sok reklámzene és nagylemez feléneklésében közreműködtek és keleti népdalokat is énekelnek.
1997 óta egy divatügynökség – Hollywood Casting – ügyvezető igazgatója. Online casting weboldalán reklámok, filmek, sorozatok gyártásában vesznek részt, köztük nemzetközi és magyar produkciókban.

## Magánélete
Férjezett, két fia Martin és Miklós. Kisebbik fiának van egy zenekara, a Rien Du Sol, nagyobbik fia a Hollywood Casting divatügynökségnél dolgozik.

## Diszkográfia

### Albumok
1. Liener Márta Fesztivál '81, 1981
2. Liener Márta Mimi Mimi, 1984

### Dalok
- A szél
- Beszélő hajasbaba
- Csak egy ugrás a Sugár…
- Filmsztár leszek
- Ha ma lenne a tegnap[6]
- Ma éjjel ne hagyj egyedül!
- Mi-mi történt velem?
- Nem kell mindent értened
- Nem vagyok olyan lány[7]
- Sugár
- Tegnap egy ufót láttam